# Анзаур, Ахмед
Ахмед Анзаур Анчок (1885−1921) — офицер османской жандармерии «Гражданских вооружённых сил». Имел черкесское происхождение. Как и большая часть черкесской диаспоры, принял активное участие в Первой Мировой войне. После капитуляции Османской империи, начал противостоять кемалистскому движению в Анатолии.

## Восстания Анзаура

### Первое восстание
В октябре 1919 года Анзаур зачитывает перед народом в Маньясе декларацию, где объявляет свои намерения противостоять националистическому движению Ататюрка и отстаивать власть османского Халифа. В свою очередь, в Анкаре поняли, какую угрозу для движения представляет Анзаур и стали в срочном порядке готовить армию для борьбы с ним. Из-за отказа Анзаура вести переговоры с Анкарой о прекращении военных действий, он и его армия были объявлены преступниками. Первая битва произошла 15 ноября к северу от Балыкесир. Армия Анзаура понесла тяжелые потери и были вынуждены отступить на север через Сусурлуке. В ходе последующих сражений восстание было полностью подавлено. 

### Второе восстание. Армия Мухаммада
Уже в 1920 году Анзаур начал набирать новую армию для восстания. Армию назвали Армией Мухаммада. После захвата Анзауром Биги, Анкара отправила на возврат города войска. Анзаур руководил обороной города. Армия его состояла в основном из черкесов, которые в большей части были вооружены саблями и топорами. В ходе штурма и кровопролитного боя, Анзауру удалось отстоять город. После данного поражения, в армии распространилось массовое дезертирство. Анзаур же стал использовать эту победу для набора новых воинов в свою армию. Кемалисты организовали новую армию, состоящую из черкесов под руководством Этхем-Черкеса. Новая армия состояла из 2000 воинов.16 апреля в ходе кровопролитного сражения армий Анзаура и Этхем-Черкеса, из за технической отсталости, Анзаур терпит поражение. Анзаур вернулся в Стамбул.

### Третье восстание
Восстание вспыхнуло в Адапазаре. Восстание поддержали ряд влиятельных черкесских фамилий, таких как Берзеки.
После поражения Анзаура в Адапазаре, вспыхнуло ещё одно восстание. руководителями этого восстания были Сафер Берзек, Али Маан. Эдхем-Черкес штурмом взял штурмом Дюздже, в котором погибли Сафер Берзек и Али Маан. В мае 1921 года группа Националистически настроенных военных и офицеров узнали о передвижениях Анзаура. В устроенной засаде Анзаур был убит.